# Táo Antonovka
Antonovka, Антоновка, hay Antonówka là các giống táo có vụ mùa vào cuối mùa thu đầu mùa đông, các giống táo này có một hương vị acid mạnh, địa bàn phân bố phổ biến ở Nga, Ba Lan. Giống phổ biến nhất của các giống táo loại này ở Nga là Common Antonovka (Антоновка обыкновенная), là giống gốc của các giống táo Antonovka.

## Giống Ba Lan
Ba Lan có hai giống của loại táo này: Antonówka Zwykła (giống như ở Nga) và Antonówka Biała hay còn được gọi là Śmietankowa (Antonówka Trắng hoặc Creamy) với quả có kích thước lớn hơn và màu sắc trắng hơn, chúng được thu hoạch vào cuối tháng 9, nhưng thời hạn sử dụng ngắn hơn.

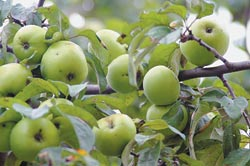
Táo Antonovka.

## Khả năng chịu lạnh
Giải thích phổ biến về khả năng chịu lạnh của táo Antonovka với tình trạng bảo quản tốt trong suốt mùa đông khắc nghiệt kéo dài, điển hình là ở nhiều khu vực Đông Âu và Nga cho nên táo giữ được chất lượng tốt. Đôi khi giống táo của Nga có biệt danh là "quả táo của mọi người" (народное яблоко), chúng đặc biệt trồng phổ biến trong các điền trang dacha, và vẫn được trồng rộng rãi tại nhiều quốc gia hậu Xô Viết.

## Sử dụng
Do tỷ lệ đường trong quả tương đối thấp, nên táo Antonovka đặc biệt phù hợp với các món ăn như bánh táo và rượu táo ngâm lâu. Hương vị của rượu táo Antonovka nhẹ hơn đáng kể so với rượu vang từ các giống cây ăn quả có độ ngọt hơn. Ở Ba Lan, Antonówka được sử dụng chủ yếu thành phần táo.

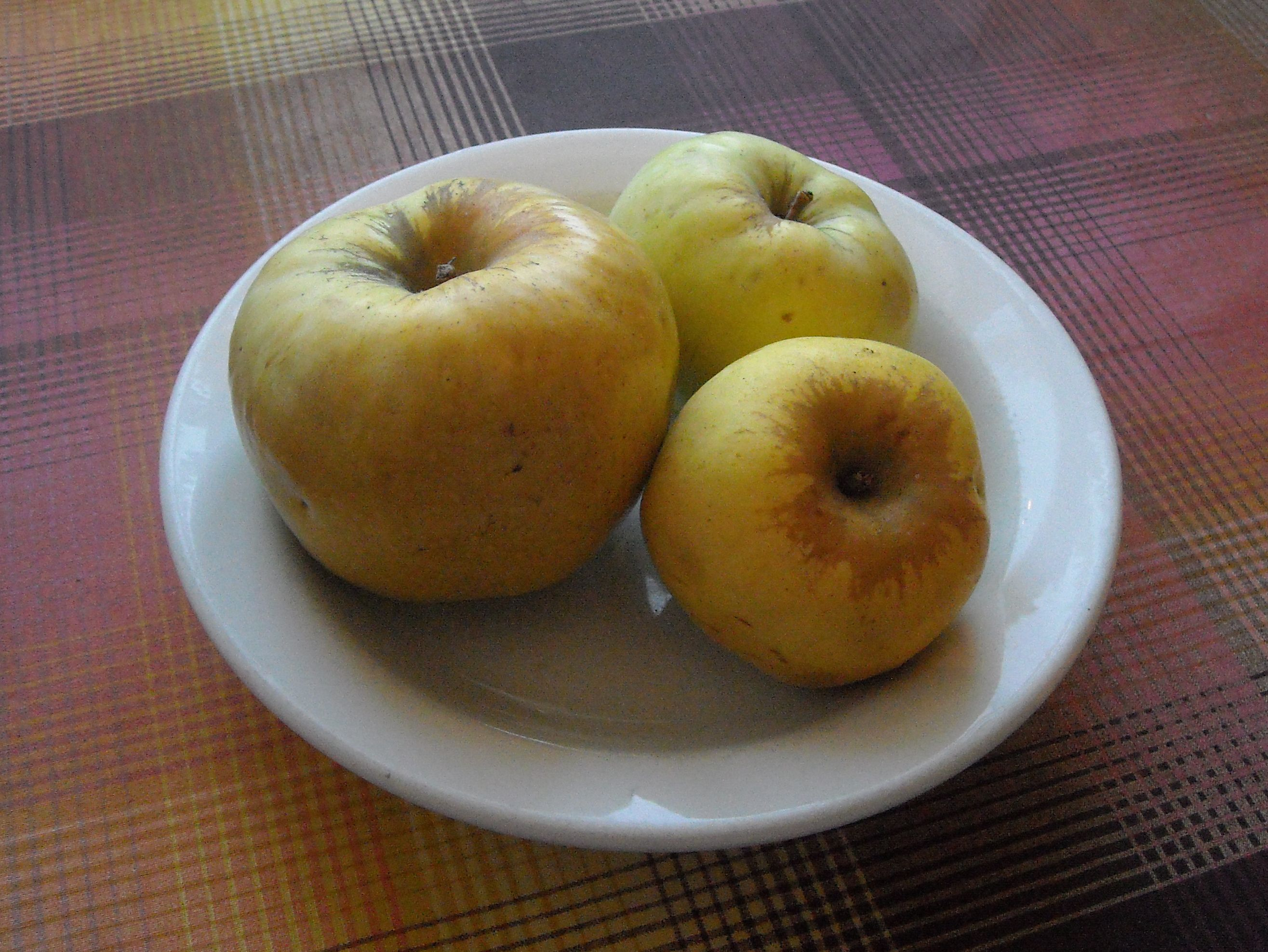
Kursk Antonovka

## Giống lai
Antonovka là một giống táo chọn lọc cho vườn trồng táo ở các địa phương, bắt đầu trồng rộng khắp vùng Kursk của Nga vào thế kỷ 19. Trong khi những cây có trái không được công nhận rộng rãi bên ngoài Liên Xô cũ, nhiều vườn ươm sử dụng giống gốc Antonovka để chiết ghép, vì chúng mang lại khả năng chịu lạnh trong mùa đông khắc nghiệt cho các giống táo lai trồng khác.

## Văn hóa
Ngày 19 tháng 8 năm 2008 tượng đài về Táo Antonovka đã được khánh thành ở Kursk. Tượng đài được dựng bởi Vyacheslav Klykov, có đường kính 1,5 mét. Truyện ngắn đầu tay của Ivan Bunin, Antonov Apples xuất bản năm 1900, là một tập thơ ca ngợi về giống táo này một cách ẩn dụ cho nguồn gốc xuất thân của tầng lớp quý tộc Nga.

## Aia Ilu
Antonovka là giống táo gốc của Aia Ilu.